# Rue Pigalle (nouvelle)
Pour la rue de Paris, voir Rue Jean-Baptiste-Pigalle.
Rue Pigalle est une nouvelle de Georges Simenon, publiée en 1936, qui fait partie de la série des Maigret.

## Historique
La nouvelle est écrite à Neuilly-sur-Seine en octobre 1936. Son édition pré-originale s'est faite dans l'hebdomadaire Paris-Soir-Dimanche les 29 novembre et 6 décembre 1936. Rue Pigalle est le cinquième volet d'une série de cinq nouvelles qui font l'objet d'un concours hebdomadaire. Chaque nouvelle s'étend sur deux numéros : dans le premier sont posés tous les éléments de l'énigme ; dans le second, en quelques lignes, est donné son dénouement.
La nouvelle est reprise dans le recueil Les Nouvelles Enquêtes de Maigret en 1944 chez Gallimard.

## Résumé
L'intrigue se déroule en France, à Paris. Un matin, alors qu'il arrive au quai des Orfèvres, Maigret apprend par un coup de téléphone anonyme qu'une bagarre a eu lieu dans un petit bar de Pigalle: un règlement de comptes entre truands. Maigret se rend sur place, où il n'y a pas trace de cadavre: le commissaire s'installe, et interroge « sans en avoir l'air » les habitués du lieu.

## Éditions
- Édition originale : Gallimard, 1944
- Tout Simenon, tome 24, Omnibus, 2003  (ISBN 978-2-258-06109-5)
- Folio Policier, n° 679, 2013  (ISBN 978-2-07-030451-6)
- Tout Maigret, tome 10, Omnibus,  2019  (ISBN 978-2-258-15349-3)